# Bhopal Express
Bhopal Express är en indisk spelfilm från 1999 som behandlar Bhopalkatastrofen 1984. 